# Bumi Harjo (Ketahun)
Bumi Harjo is een bestuurslaag in het regentschap Bengkulu Utara van de provincie Bengkulu, Indonesië. Bumi Harjo telt 2392 inwoners (volkstelling 2010).